# White Rabbit (album Egypt Central)
| Recensione        | Giudizio |
| ----------------- | -------- |
| Allmusic          | [ 1 ]    |
| Revolver Magazine | [ 2 ]    |

White Rabbit è il secondo album in studio del gruppo alternative metal statunitense Egypt Central, pubblicato il 27 maggio 2011.
Dall'album sono stati estratti tre singoli: "White Rabbit", "Kick Ass" e "Enemy Inside".

## Tracce
1. Ghost Town – 3:44
2. White Rabbit – 3:37
3. Goodnight – 3:44
4. Kick Ass – 3:18
5. Change – 3:38
6. The Drug (Part One) – 3:12
7. Down in Flames – 3:53
8. Enemy Inside (Part Two) – 4:12
9. Blame – 3:19
10. Dying to Leave – 3:26
11. Surrender – 2:59
12. Backfire – 4:05

Tracce bonus dell'edizione deluxe
1. Liar – 3:30
2. 15 Minutes – 3:16

Traccia bonus disponibile pre-ordinando l'album
1. White Rabbit (acoustic)

## Formazione
- John Falls – voce
- Jeff James – chitarra, cori
- Joey Chicago – basso, cori
- Blake Allison – batteria, cori